# Liaoning Nanzi Paiqiu Dui
Il Liaoning Nanzi Paiqiu Dui (辽宁男子排球队S, Liáoníng Nánzǐ Páiqiú DuìP) è una società pallavolistica maschile cinese con sede a Liaoyang e militante nella categoria cadetta del campionato cinese, la Volleyball League B.

## Storia
Il Liaoning Nanzi Paiqiu Dui debutta nel campionato cinese sin dalla sua prima stagione, svoltasi nel 1996-97 e conclusa al terzo posto, risultato ripetuto anche nel 2001-02 e nel 2002-03.
Il Liaoning centra la prima finale scudetto nel campionato 2004-05, perdendo contro lo Shanghai Nanzi Paiqiu Dui, risultato poi ripetutosi anche nei campionati 2006-07 e 2007-08. Dopo di che arrivano solo piazzamenti a metà classifica, fino al ritorno sul podio col terzo posto nell'annata 2011-12.
Il Liaoning viene inoltre scelto come rappresentante della Cina per il campionato asiatico per club 2013, giocando così la prima competizione internazionale della propria storia, terminando il torneo in quarta posizione. Al termine del campionato 2015-16 il Liaoning si classifica al dodicesimo posto, retrocedendo al termine dell'annata per la prima volta nella sua storia.

## Rosa 2015-2016
| N° | Nome          | Ruolo | Data di nascita   | Nazionalità sportiva |
| -- | ------------- | ----- | ----------------- | -------------------- |
| 1  | Ma Ming       | C     | 5 aprile 1983     | Cina                 |
| 2  | Li Bowen      | P     | 3 ottobre 1995    | Cina                 |
| 3  | Zheng Yehong  | S     | 29 agosto 1994    | Cina                 |
| 4  | Jiang Hongyu  | C     | 7 agosto 1996     | Cina                 |
| 6  | Chu Hongwei   | P     | 15 gennaio 1996   | Cina                 |
| 7  | Liu Chunjiang | S     | 29 aprile 1990    | Cina                 |
| 8  | Yuan Zhi      | S/O   | 29 settembre 1981 | Cina                 |
| 11 | Kong Fanwei   | L     | 4 dicembre 1988   | Cina                 |
| 12 | Cong Xu       | S     | 10 maggio 1994    | Cina                 |
| 13 | Shi Xuefeng   | S/O   | 2 febbraio 1994   | Cina                 |
| 14 | Men Hongchao  | C     | 20 dicembre 1993  | Cina                 |
| 15 | Yu Shibo      | P     | 6 dicembre 1987   | Cina                 |
| 16 | Ma Zihui      | C     | 24 giugno 1989    | Cina                 |
| 17 | Xie Zhenyu    | S     | 30 novembre 1996  | Cina                 |
| 18 | Wang Jiayong  | L     | 19 luglio 1996    | Cina                 |
| 19 | Xiao Lijia    | C     | 4 febbraio 1997   | Cina                 |
| 20 | Xu Ning       | S/O   | 3 giugno 1996     | Cina                 |